# Bago (rivière)
Pour les articles homonymes, voir Bago.
La rivière Bago (ou rivière Pégou; en birman : ပဲခူးမြစ်) est une rivière de Birmanie qui traverse les villes de Pégou et de Rangoun. Elle prend sa source dans les collines de Pégou et se déverse dans la Myitmaka, qui prend en aval le nom de fleuve Yangon. En 1608, l'aventurier portugais Filipe De Brito e Nicote, connu des Birmans sous le nom de « Nga Zinka », pilla la pagode Shwedagon. Ses hommes se seraient emparés de la Grande Cloche de Dhammazedi, qui aurait pesé 300 tonnes. L'intention de De Brito aurait été de fondre la cloche pour en faire des canons, mais elle serait tombée dans la rivière alors qu'on s'efforçait de la faire traverser ; à ce jour, cette cloche légendaire n'a pas été retrouvée malgré les recherches. 